# Роман Глібович
Роман Глібович (*д/н — 1212 або 1216) — старший співкнязь рязанський у 1180—1207 роках.

## Життєпис
Ймовірно старший син рязанського князя Гліба Ростиславича. 1177 року брав участі у битві на річці Колокші, де рязанське військо зазнало поразки від великого князя Володимиро-Суздальського Всеволода Юрійовича. Тоді Роман з батьком і старшим братом Ігорем потрапив у полон. В Рязані владу зайняв інший його брат, Андрій.
1180 року звільнений з полону разом з Ігорем. Після повернення до Рязані розділив владу в князівстві з братами Андрієм й Ігорем. Цим було покладено принцип спільно князювання в Рязанському князівстві, при наявності «головного» та «великого» князя. Невдовзі разом з братом Ігорем втрутилився у боротьбу за Пронське князівство з молодшими Глібовичами — Володимиром і Всеволодом. Втім останніх підтримав великий князь Всеволод Юрійович, під тиском якого відступили. Можливо зумів зберегти княжеську владу завдяки вторгненню тестя Святослава Всеволодовича, великого князя Київського до великого князівства Володимирського.
Напевне через деякий час замирився з Всеволодм Юрійовичем, з яким 1183 році виступив проти Волзької Болгарії. Разом з тим його брат Андрій обрав прочернігівську орієнтацію. Як за таких умов брати співіснували та керували Рязанським князівством не відомо. До 1186 року помирає Андрій, й Роман остаточно отримує статус «головного» князя. Невдовзі спільно з «молодшим» князем Ігорем Глібовичем виступив на боці іншого брата, Володимира Пронського проти молодших братів Всеволода і Святослава Пронських. Спочатку вдалося зайняти Пронськ. Але проти Ігоря і Романа вкотре виступив великий князь Володимирський Всеволод Юрійович, змусивши їх залишити місто. Зберіг владу, визнавши зверхність Всеволода Юрійовича.
1187 року спільно з братами Ігорем і Ярославом завдав поразки половцям, що вдерлися на Рязанщину. 1194 року після смерті брата Ігоря його наступником в статусі «молодшого» князя став небіж Роман Ігорович. 1196 року Роман Глібович брав участь у поході великого князя Всеволода Юрійовича на Чернігів. 1199 року на заклик Романа Глібовича прийшов Всеволод Юрійович, який разом з рязанськими князями здійснив успішний похід проти половців до Дону.
У 1205 році разом з небіжами здійснив вдалий похід проти половців. 1207 році небожі Романа — Гліб і Олег Володимировичі, князя Пронські, донесли Всеволоду Юрійовичу про нібито союз Романа Глібовича і його брата Святослава Пронського з чернігівським князем Рюриком Ростиславичем, спрямованого проти великого князівства Володимирського. На підставі цього Всеволод Юрійович викликав до себе Романа і Святослава, запроторивши їх до в'язниці. Спроба небожа Романа врятувати їх виявилася невдалою. До 1212 року Рязанським князівством керували намісники Всеволода Юрійовича.
У 1212 році згідно Лаврентіївського літопису Роман Глібович помер, але на думку українського історика Л.Войтовича це сталося 1216 року.